# Konstantin Raudive
Konstantin Raudive (lettisch Konstantīns Raudive; * 30. April 1909 in der Gemeinde Asūne bei Dagda, Russland; † 2. September 1974 in Bad Krozingen) war ein lettischer Parapsychologe, Schriftsteller und Übersetzer.

## Leben
Raudive, aus einer katholischen Bauernfamilie, besuchte das Gymnasium  Krāslava und ein Priesterseminar in Riga. Er studierte Psychologie in Paris, Madrid und Edinburgh. Er soll auch bei Carl G. Jung studiert haben. Nach Aufenthalten in Italien und Finnland kehrte er 1938 nach Lettland zurück. Raudive war Professor für Psychologie an der Universität Riga.  In Lettland veröffentlichte er 1940 das Werk Dzīves kultūrai. Mūsdienu cilvēka problēmas (dt. Leben für die Kultur. Probleme des heutigen Menschen). In dessen zweiter Auflage (1942) heißt es unter anderem:

„Die nationalsozialistische Weltanschauung entspricht der tiefsten Natur des Menschen und bewirkt im Menschen eine strahlende Kraft, die zu einem höheren Grad an moralischer und charakterlicher Entwicklung führt. Der Nationalsozialismus, der für höhere nationale Werte kämpft, kämpft auch um individuelle Werte. Denn ein einzelner Volkszugehöriger ist wertvoller, wenn die nationale Ehre unantastbar ist. In Übereinstimmung damit wird die Lehre über die Reinheit der Rasse verständlich. Je reiner die Rasse ist, desto wertvoller ist ihr einzelnes Mitglied. Der Wille der Natur ist es im Hinblick auf den Menschen, nach einem höheren Entwicklungsgrad zu streben. Der Nationalsozialismus unterstützt und stärkt diesen naturverbundenen Antrieb. Der Sieg der nationalsozialistischen Lehre erklärt sich daraus, dass sie tiefgehender und richtiger ist als frühere Lehren und die Natur des Menschen sowohl auf nationaler als auch auf allgemeiner Ebene versteht.“

Vor der Rück-Eroberung Lettlands durch die Russen 1944 floh Raudive mit der Schriftstellerin Zenta Mauriņa über Schlesien und das Erzgebirge nach Detmold. Dort heirateten beide im Jahr 1946. Schließlich wanderten sie nach Schweden aus, wo Raudive Professor an der schwedischen Universität Uppsala wurde. 1965 wurde das Ehepaar dann in Bad Krozingen wohnhaft.
Angeregt durch Friedrich Jürgenson, den er Mitte der 1960er Jahre in Schweden aufsuchte, erforschte Raudive während seiner letzten zehn Lebensjahre in Deutschland das Elektronische Stimmen-Phänomen (EVP) und war auf diesem Fachgebiet führend. Mit Hilfe eines Physikers und eines Elektronikers speicherte er unter strengen Laborbedingungen etwa 72.000 „Totenstimmen“ (Raudive Voices) auf Tonband. Er veröffentlichte Bücher, in denen er dieses Phänomen dokumentierte und erläuterte.
Sein Nachlass (oder Teile) befindet sich im Deutschen Literaturarchiv Marbach. Auch das Stadtmuseum von Bad Krozingen, wo ein Raum dem Arbeitszimmer seiner Frau nachempfunden wurde, widmet sich seinem literarischen und parapsychologischen Werk.

## Schriften (Auswahl)
- Die Memoiren des Sylvester Perkons. Bd. 1–3. Westheim/Ziemetshausen: Wiborada Verl., 1947–1949
- Der Chaosmensch und seine Überwindung. Betrachtungen über die Tragik unserer Zeit. Memmingen/Allg.: Dietrich, 1951
- Das unsichtbare Licht. Zürich: Thomas-Verl., 1956
- Asche und Glut. [Aus d. lett. Ms.] ins Dt. übertr. von Zenta Maurina. Memmingen: Dietrich, 1961
- Helligkeit und Zwielicht: die Aufzeichnungen d. Bildhauers Sylvester Perkons. [Berechtigte Übertr. aus d. Lett. von Zenta Maurina]. München: Jolis Verl. Lenz, 1966
- Unhörbares wird hörbar. [Hauptwerk] nebst Stimmenbeispiele, Kommentar: Wortlaut d. Stimmen, Erklärungen d. Experimentators [u.] Stimmenbeispiele, Schallplatte. Remagen: Verl. Der Leuchter Reichl, 1968 – [1969]
- Überleben wir den Tod?: neue Experimente mit d. Stimmenphänomen. Remagen: Verl. Der Leuchter Reichl, 1973. ISBN 3-87667-035-7
- Der Fall Wellensittich: Untersuchungsbericht zur Frage d. Medialität bei sprechenden Vögeln. Zsgest. u. erg. von Annemarie Morgenthaler. Remagen: Verl. Der Leuchter Reichel, c1976. ISBN 3-87667-043-8